# Peso kolumbijskie
Peso kolumbijskie – jednostka monetarna Kolumbii dzielącą się na 100 centavos.

## Historia
Jako waluta Kolumbii zostało wprowadzone w roku 1837. Odpowiadało wartości 8 reali. Podział na 100 centavos został wprowadzony w roku 1872.

## W obiegu
- $1 000 (Jorge Eliécer Gaitán)
- $2 000 (Francisco de Paula Santander)
- $5 000 (José Asunción Silva)
- $10 000 (Policarpa Salavarrieta)
- $20 000 (Julio Garavito Armero)
- $50 000 (Jorge Isaacs)